# Concurso público
Concurso público é um processo seletivo que permite o acesso a emprego ou cargo público de modo amplo e democrático. É um procedimento impessoal onde é assegurada igualdade de oportunidades a todos interessados em concorrer para exercer as atribuições oferecidas pelo Estado, a quem incumbirá identificar e selecionar os mais adequados mediante critérios objetivos.

## Origem
Os primeiro registros históricos de concursos públicos provém da China Antiga, por volta de 2.300 a.C, onde há registro de que os oficiais militares, após três anos de serviço, eram submetidos a novos testes físicos e, dependendo do resultado, eram promovidos ou dispensados.
Os primeiros registros de avaliações escritas provém da época da Dinastia Han (202 a.C. a 200 d.C), mais precisamente do ano de 165 a.C, que selecionava os servidores públicos de acordo com o conhecimento das Ideias de Confúcio.
Posteriormente, no tempo da Dinastia Ming (1.368 d.C a 1.644 d. C), o recrutamento passou a ser mais elaborado, com diferentes níveis de exames, sempre com o propósito principal de prover o Estado dos homens mais capacitados. Os candidatos bem sucedidos recebiam títulos, semelhantes aos títulos universitários, e cargos mais elevados na Administração Pública.

## No Brasil

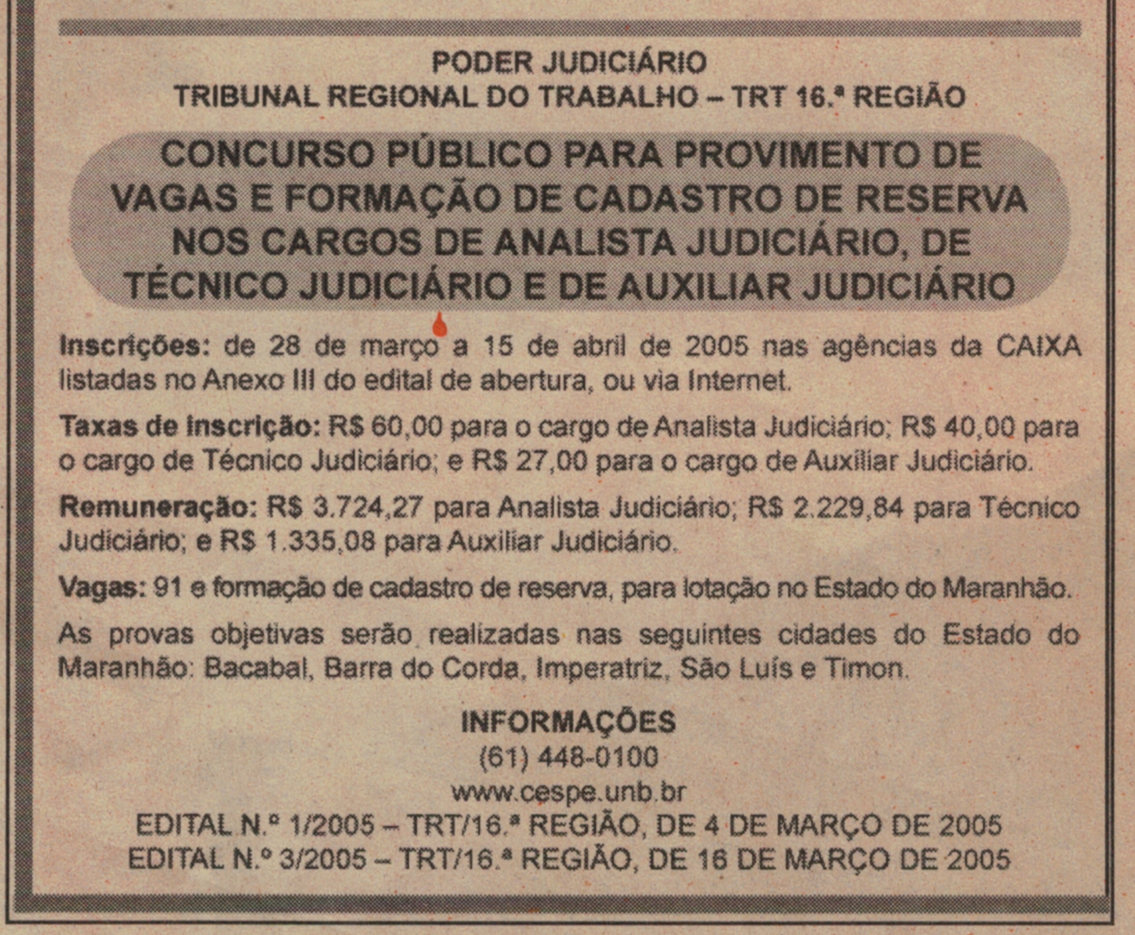
Estrato de publicação oficial de concurso público no Brasil.

No Brasil, a Constituição Federal estabelece que um dos objetivos fundamentais da República Federativa do Brasil é a construção de uma sociedade livre, justa e solidária. Esta orientação tem por finalidade minimizar as desigualdades entre concidadãos brasileiros, oferecendo a estes as mesmas oportunidades e condições. Um dispositivo constitucional corolário do princípio democrático e que implica o ideal de uma sociedade justa, é o artigo 37, inciso II da Constituição Federal que prevê:
A investidura em cargo ou emprego público depende de aprovação prévia em concurso  público  de provas ou de provas e títulos, de acordo com a natureza e a complexidade do cargo ou emprego, na forma prevista em lei, ressalvadas as nomeações para cargo em comissão declarado em lei de livre nomeação e exoneração.
No país, os concursos são de provas ou de provas e títulos. Este "concurso" é corretamente denominado de processo seletivo simplificado, o qual não é dotado da mesma objetividade dos concursos públicos previstos pela carta constitucional e a contratação do aprovado terá duração máxima de 4 anos, sendo lícita apenas nos casos previstos na lei 8.745/93. O concurso público terá validade de até dois anos, podendo ser prorrogado uma única vez, por igual período.